# أصل تسمية تركيا
يمكن تقسيم اسم تركيا، Türkiye في اللغة التركية، إلى مكونين هما : الاسم القومي Türk، الذي يشير إلى القومية/الشعب التركي، ويضاف إلى الكلمة المقطع iye التي تأتي بمعاني «المالك»، «أرضنا» أو «المرتبط بنا». (المشتقة من المقطع iyya المأخوذ من اللغة العربية، المشابه للمقطع –ia في اللغة اليونانية واللاتينية). يرجع أول استخدام مسجل لمصطلح «Türk»، أو «Türük»، باعتبارها اسم خارجي إلى كتابات غوكتورك (Göktürks أو Kök Türks) بالأبجدية التركية القديمة، في آسيا الوسطى (القرن الثامن الميلادي). Tu–kin وهو والاسم الذي أعطي من قبل الصينيين -في وقت مبكر من 177 قبل الميلاد- الذين يعيشون إلى الجنوب من جبال ألتاي في آسيا الوسطى. الكلمة الأنجليزية «Turkey» من الكلمة Turchia في العصور اللاتينية الوسطى (1369). المشابهة لهذا الاسم في اليونانية، Tourkia، المستخدم أصلا من قبل البيزنطيين الإغريق في القرون الوسطى لوصف المجر. (المجريين والأتراك لهم صلات الأجداد)، لكنها بدأت لاحقًا استخدام هذا الاسم لتحديد الأجزاء التي تسيطر عليها السلاجقة في الأناضول في القرون التي تلت معركة ملاذكرد في عام 1071.